# Vita slavhandelsaffären
Den Vita slavhandelsaffären i Bryssel 1880–1881, även känd som L’affaire de la traite des blanches, De handel in blanke slavinnen och Affaire des petites Anglaises, var en stor skandal som ägde rum i Bryssel i Belgien 1880–1881. Det var en av de mest kända fallen kring vit slavhandel och sextrafficking på sin tid. 

## Historik
År 1880 avslöjades att över fyrtio utländska flickor hade lockats illegalt till bordeller i Bryssel genom vit slavhandel. Det hela utmynnade i en stor skandal, då det avslöjades att flera myndigheter hade varit inblandade på olika sätt. Fallet ledde till domstol. Bryssels borgmästare och polismästare tvingades båda avgå.
Fallet blev en internationell skandal. Den uppmärksammade den pågående människohandeln med flickor inom bordellerna som förekom under den tiden och ledde till internationella kampanjer mot vit slavhandel under de följande decennierna. Sådana kampanjer fördes i Belgien från 1880, i Storbritannien från 1885, i Frankrike från 1902 och i USA från 1907. 